# Adoxomyia regularis
Adoxomyia regularis is een vliegensoort uit de familie van de Stratiomyidae. De wetenschappelijke naam van de soort is voor het eerst geldig gepubliceerd in 1969 door James.